# Bryce Quirk
Bryce Quirk (1978) es un deportista australiano que compitió en triatlón. Ganó una medalla de bronce en el Campeonato de Oceanía de Triatlón de 2006.

## Palmarés internacional
| Campeonato de Oceanía | Campeonato de Oceanía | Campeonato de Oceanía | Campeonato de Oceanía |
| Año                   | Lugar                 | Medalla               | Prueba                |
| --------------------- | --------------------- | --------------------- | --------------------- |
| 2006                  | Geelong (Australia)   | Medalla de bronce     | Individual            |